# Medea Benjamin

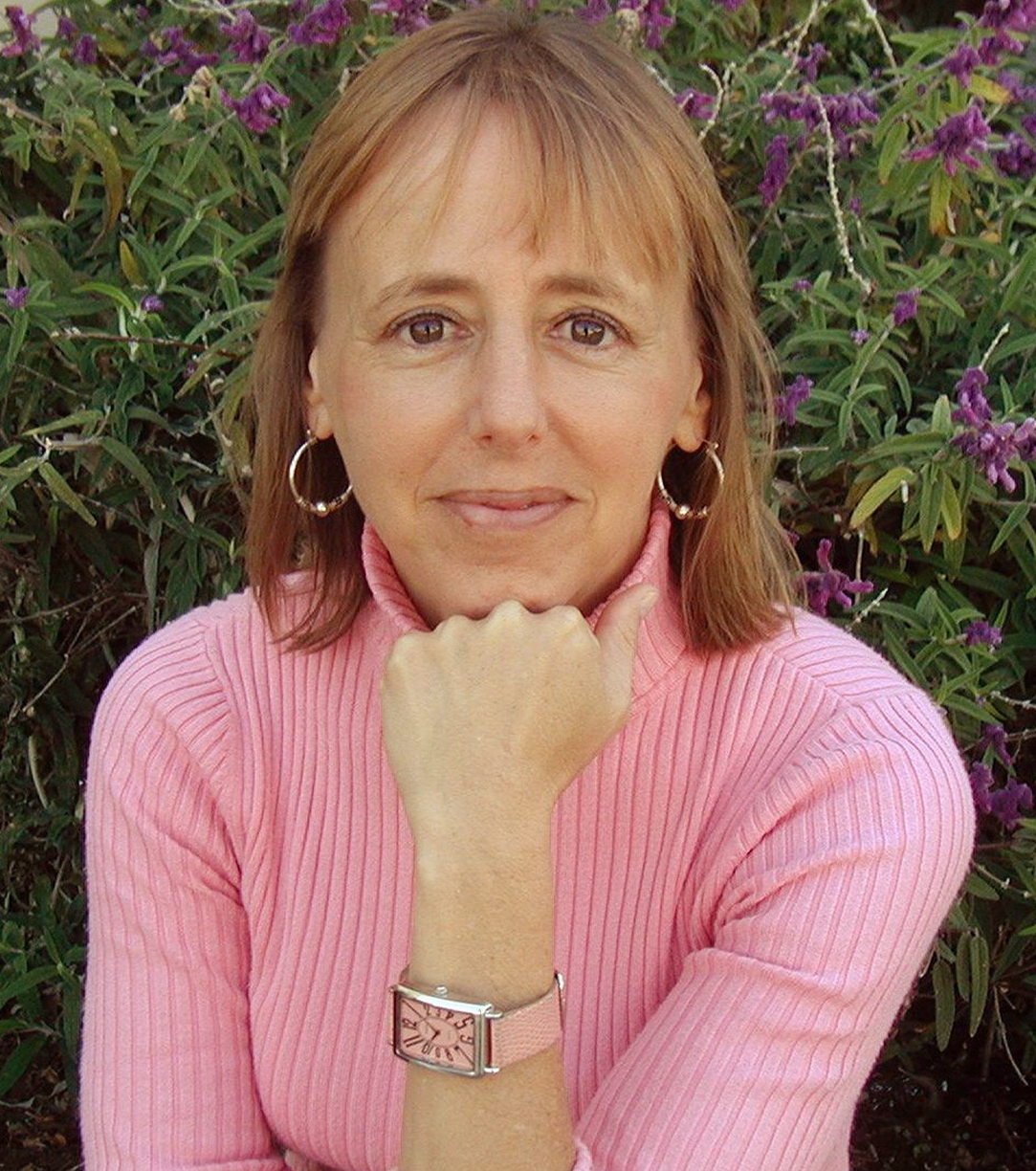
Medea Benjamin (2007)

Susan „Medea“ Benjamin (* 10. September 1952 in Freeport, New York) ist eine US-amerikanische Aktivistin.

## Werdegang
Benjamin studierte zunächst an der Tufts University. Nachdem sie das Studium vorzeitig abgebrochen und durch die Welt gereist war, schloss sie später ein Studium der Gesundheitsökonomik an der Columbia University sowie der Wirtschaftswissenschaft an der The New School ab. Anschließend arbeitete sie für die Ernährungs- und Landwirtschaftsorganisation der Vereinten Nationen sowie die Weltgesundheitsorganisation.
1988 gehörte sie unter anderem neben ihrem damaligen Ehemann Kevin Danaher zu den Initiatoren der NRO Global Exchange, die sich für fairen Handel einsetzt. Die Organisation gehörte bei den Protesten gegen die Welthandelsorganisation in Seattle 1999, die der Globalisierungskritik eine große Bühne einbrachten, zu den bedeutendsten Teilnehmern In den 1990er Jahren gehörte sie zudem zu den zentralen Figuren der Anfang des Jahrzehnts gegründeten kalifornischen Green Party, für die sie nach der parallel erfolgten Integration in die nationale Green Party bei den Wahlen zum Senat der Vereinigten Staaten 2000 gegen die kalifornische Amtsinhaberin Dianne Feinstein antrat und hinter der Demokratin und dem republikanischen Kandidaten Tom Campbell mit 3,1 % der abgegebenen Stimmen Dritte wurde – im Mendocino County, im Humboldt County und in San Francisco erhielt sie sogar Stimmenanteile im zweistelligen Prozentbereich. 
In den folgenden Jahren war Benjamin mehrfach bei Protesten insbesondere gegen konservative und rechte Politik beteiligt, insbesondere engagierte sie sich gegen die Administration unter George W. Bush und den Irakkrieg. 2002 war sie dabei neben Jodie Evans eine der zentralen Initiatoren von Code Pink. 2014 gehörte sie zur Delegation die an der Nachfolgekonferenz zur Holocaustleugnungskonferenz in Teheran 2006 teilnahm. Zwei Jahre später störte sie die Rede Donald Trumps auf der Republican National Convention 2016, nachdem er von der Mehrheit der Delegierten zum Kandidaten für die Präsidentschaftswahl in den Vereinigten Staaten 2016 bestimmt worden war.
2012 erhielt Benjamin bei der 40. Verleihung den Thomas Merton Award.